# One Cold Winter's Night
One Cold Winter's Night es el segundo álbum en vivo de Kamelot, procedente de un concierto que dieron en el Rockefeller Music Hall de Oslo (Noruega). Es además, el noveno de toda la trayectoria musical de la banda.
Durante el concierto participaron diversos artista, algunos de ellos ya habían colaborado con Kamelot en anteriores ocasiones como Simone Simons y Sascha Paeth.
Con sus diversas fechas de lanzamiento mantuvieron a casi toda Europa en espera; USA - 24 de octubre de 2006, Alemania - 27 de octubre de 2006 y resto de Europa 30 de octubre de 2006

## Lista de canciones
- 1. Intro: Un Assassino Molto Silenzioso - 00.56
- 2. The Black Halo - 03.39
- 3. Soul Society - 04.35
- 4. The Edge Of Paradise - 04.44
- 5. Center Of The Universe - 06.02
- 6. Nights Of Arabia -06.27
- 7. Abandoned - 04.10
- 8. Forever - 07.55
- 9. Keyboard Solo - 01.45
- 10. The Haunting (Somewhere In Time) (con Simone Simons de Epica) - 04.33
- 11. Moonlight (Solo por Sascha_Paeth)  - 05.10
- 12. When The Lights Are Down - 04.29
- 13. Elizabeth (Part I, II & III) - 13.01
- 14. March Of Mephisto (con Snowy Shaw - 05.06
- 15. Karma - 05.41
- 16. Drum's Solo - 02.50
- 17. Farewell - 05.22
- 18. Outro - 04.11
- 19. Epilogue [Japanese Bonus Track]

- Datos: Q1754130